# 依納爵·羅耀拉
依纳爵·罗耀拉（拉丁語：Ignatius de Loyola，本名，1491年10月23日—1556年7月31日）是西班牙籍天主教會神父及神學家，亦為耶稣会會祖、以及基督教聖人之一。他在天主教會內進行體制內改革，以對抗同時代由馬丁·路德等人所領導的宗教改革。

## 生平

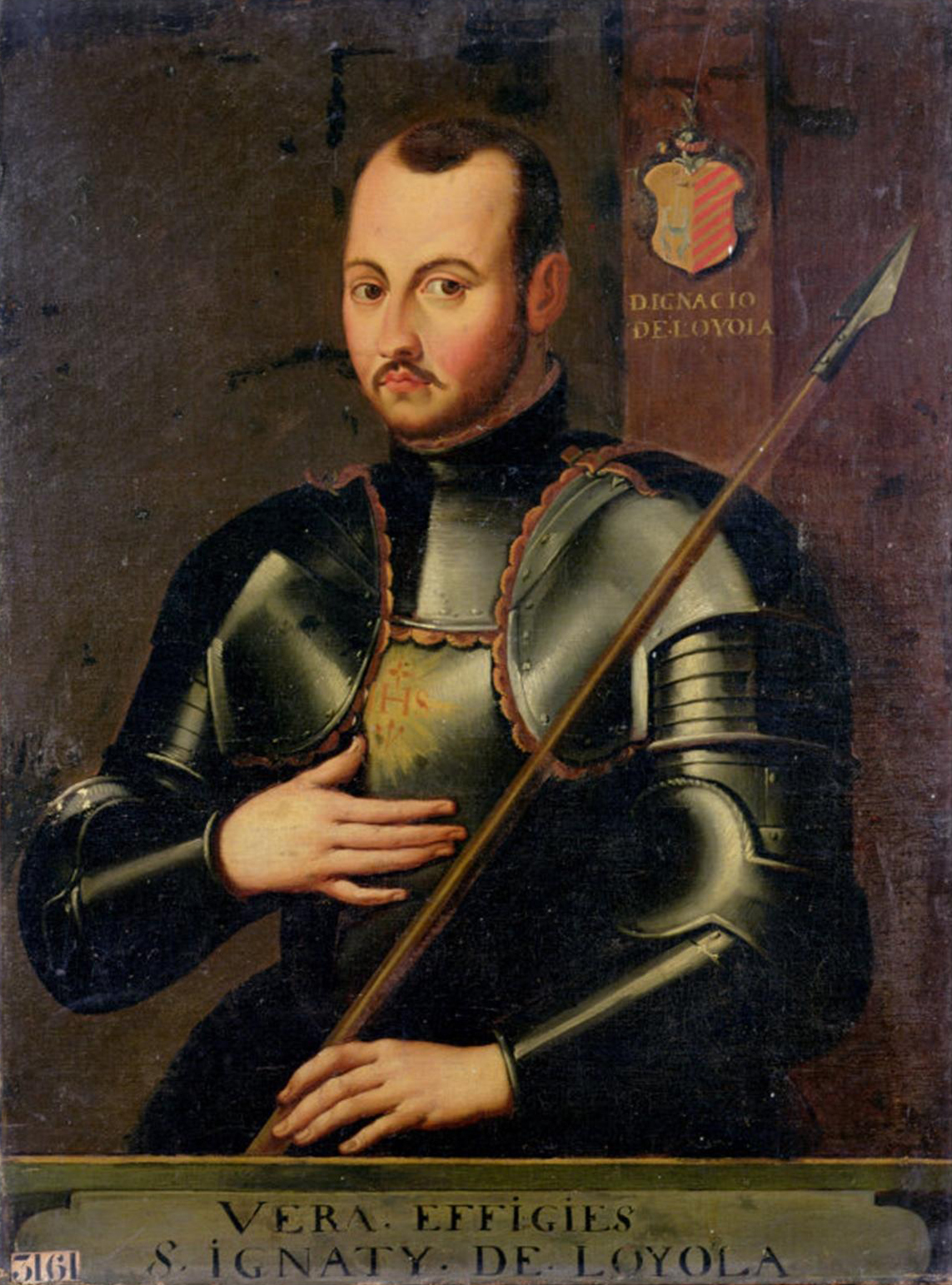
身著盔甲的聖依納爵，繪製於16世紀

1491年，依納爵‧羅耀拉生於比利牛斯山脈附近的羅耀拉城堡，為西班牙巴斯克人貴族。他年幼時就立志當軍人。在1521年法軍圍攻潘普洛纳，他堅守陣地，以致腿部負了重傷，使他無法再從事金革戎馬。在養病期間心中非常煩悶，開始研讀基督的一生及諸聖人列傳，如聖道明及聖方濟等。並且立志作一個基督的精兵。
他到處遊歷，當他到蒙塞拉修道院，將他的劍放在蒙塞拉聖母的態像前。在1522至1523年間在小鎮茫萊撒（Manresa）的山洞，祈禱、靈修及冥想，尋求獻身之道，他開始常常得到神視。於是他在這草擬他所發展的《神操》（Spiritual Exercises）。  
依納爵在1524年至1534年間曾到過巴塞隆納（Barcelona）、亞爾加拉、萨拉曼卡與巴黎等地方讀書，預備服事基督。依納爵在亞爾加拉及萨拉曼卡的兩處大學學習時，就結合了一些同伴，操練他所編的《神操》。到了1528年加爾文正離開大學時，依納爵考入巴黎大學。他聯合了幾個朋友，立志要過神貧的生活，並曾到耶路撒冷朝聖，並想留在當地，但當地的方濟會修道士勢力已微，以致無法長期停留。這幾個朋友中與依納爵最好的是聖方濟‧沙勿略（St. Francis Xavier）。

## 依納爵神操
聖依納爵的名著《神操》不是有關靈修生活的論文，而是一本用來引導避靜者，在輔導員輔導下進行靈性操練的實用手冊。《神操》提供的祈禱方式多樣化，書中〈凡例〉開宗明義指出：「『神操』這個名詞是指任何良心省察、默想、默觀、口禱或心禱，以及以後要提及的其他靈修活動。就像散步、徒步旅行、跑步是身體的操練；同樣，靈修上準備並調整我們的心靈，擺脫所有的偏情，當偏情擺脫後，在生活的安頓中，尋求並找到上主的旨意，以拯救自己靈魂的任何方法，都叫『神操』。」神操向每種靈修途徑開放，目的是讓人以基督為中心戰勝自己，整理自己的生活，使人不致因偏情隨意決定自己的生活，進而能夠認清上主聖意，愛主更深，更緊緊地跟隨上主。

## 依納爵与耶稣会
依納爵及同伴們立志過著像宗徒般清苦的生活，耶穌會就這樣開始慢慢形成了。他們的成員叫作耶穌會會士，並宣誓絕對服從教宗，將教宗奉為「基督的代表」。1534年8月15日，依納爵等六人在巴黎郊區的聖但尼教堂的地下室成立耶穌會。在1540年9月27日教宗保祿三世正式承認這個團體，這可謂正式成立了耶穌會了。於1541年4月2日選舉依納爵為第一任的「總會長」，直至1556年7月31日過世。

### 制定会规
依納爵参照军队的軍紀，制定了严格的会规，强调会士必须绝对服从会长：「正像尸体可以任意摆布，棍棒听从一切指挥，蜡制的东西可以改变形状，并向任何方向拉长一样。」并规定会士应该无条件执行教宗委派的一切任务。
依納爵當過職業軍人，組織力強，領導力強，將軍隊的組織運用到建造主基督的精兵，並且宣誓絕對服從教宗。將軍事管理、神祕主義及修道主義融於一體，並且又有一本操練手冊《神操》。將耶穌會的會士們以一個有紀律、有中心、有操練的建立和神的關係。他們宣誓守三條規律：清貧、守貞、服從。耶穌會注重學習計晝，並且廣設學校。另外耶穌會有一特別之處，為其宣教活動。依納爵的好友方濟‧沙勿略就到過印度、日本、印尼，為第一個也是最偉大的宣教士。雖然當時耶穌會並不是為抗衡新教的改革為唯一目的，但慢慢也演變成為他們的主要任務之一了。另一個值得一提的，為耶穌會教育注重兒童的工作及教育。

## 依納爵与羅馬學院
依納爵明白教會的衰敗源於神職界腐敗，因此認為，要認真革新教會，就必須從神職界入手。他全力提倡學術，在1551年創立羅馬學院（Collegio Romano），培育羅馬的神職人員，同時也栽培耶穌會會士；而推動教育亦是耶穌會的發展路向之一，對象不單是聖職志願人，還包括普羅青年。至十六世紀末，耶穌會已在歐洲開辦逾百間公學。

## 去世及封聖
1556年7月31日，依納爵在羅馬安息主懷。六十多年後，教宗額我略十五世在1622年3月12日同時宣布依納爵和方濟．沙勿略為聖人。

## 主要著作

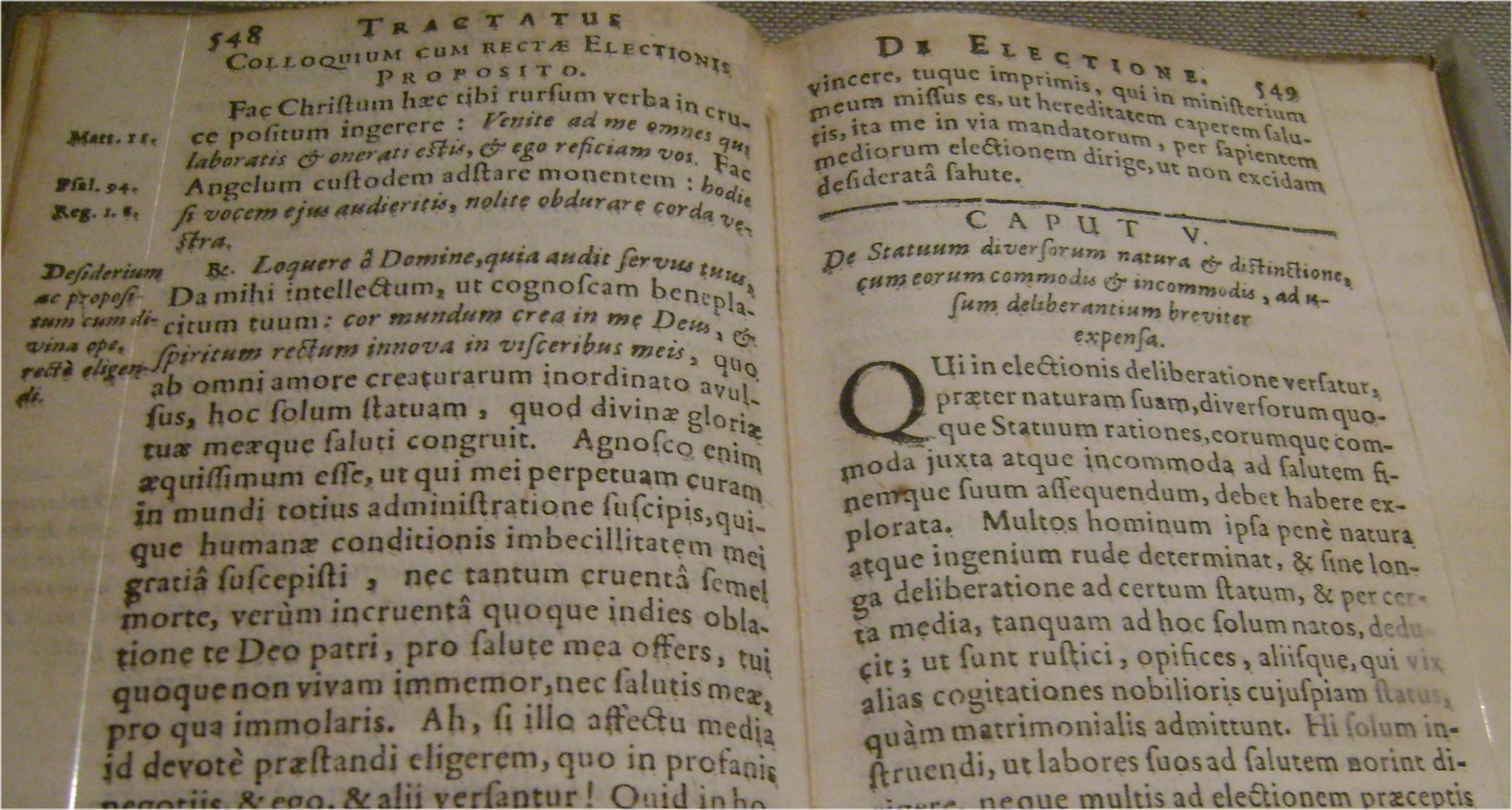
《神操》的其中一頁

- 《神操（英语：Spiritual Exercises of Ignatius of Loyola）》（Spiritual Exercises）

## 傳記
- Life of St. Ignatius of Loyola, TAN Books, 1997.  ISBN 978-0-89555-345-4
- St. Ignatius of Loyola, TAN Books, 2008.  ISBN 978-0-89555-624-0